# Pfunds Molkerei

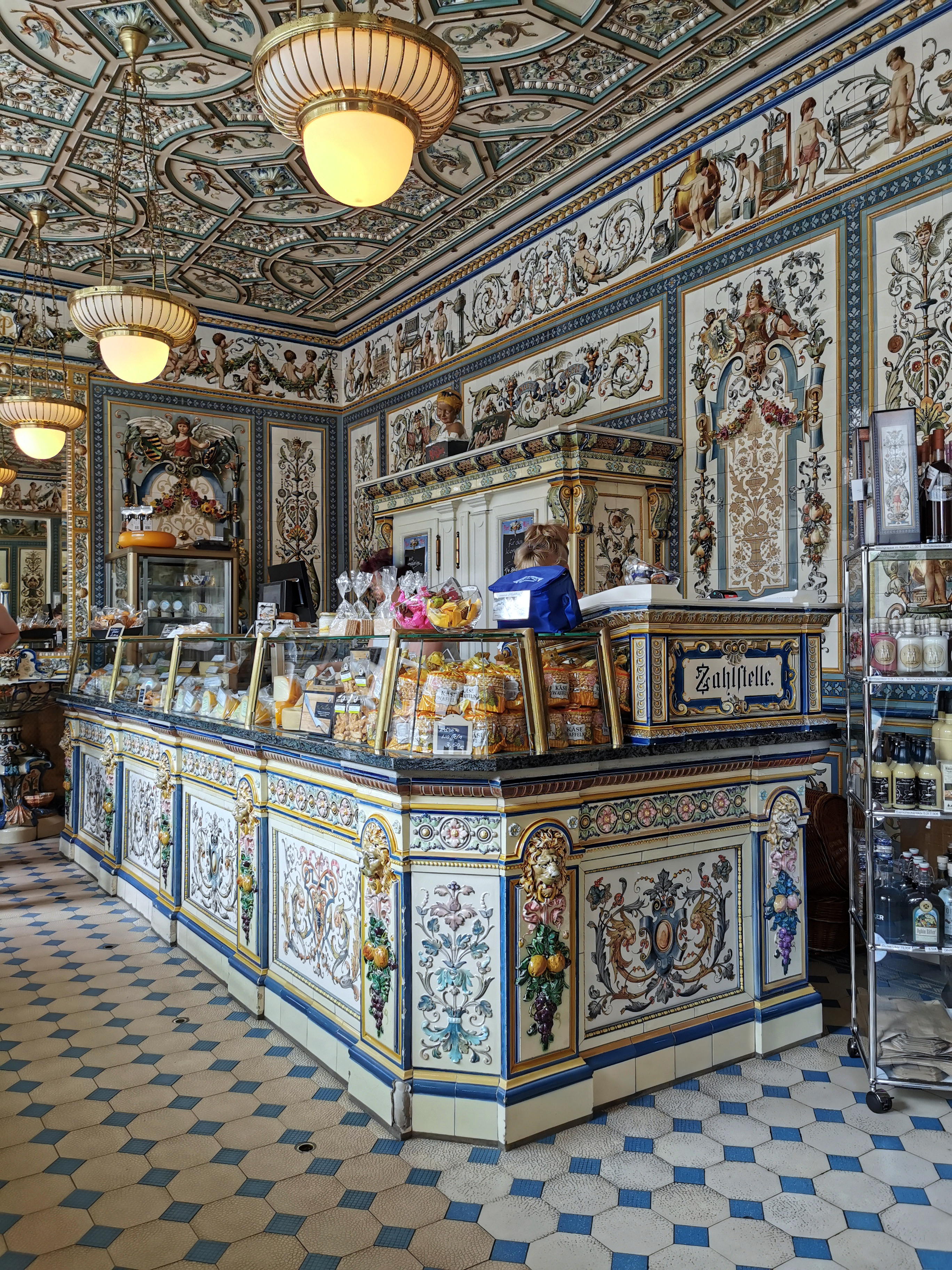
Handbemalte Kacheln mit Sinnspruch an Wand und Decke im Geschäft

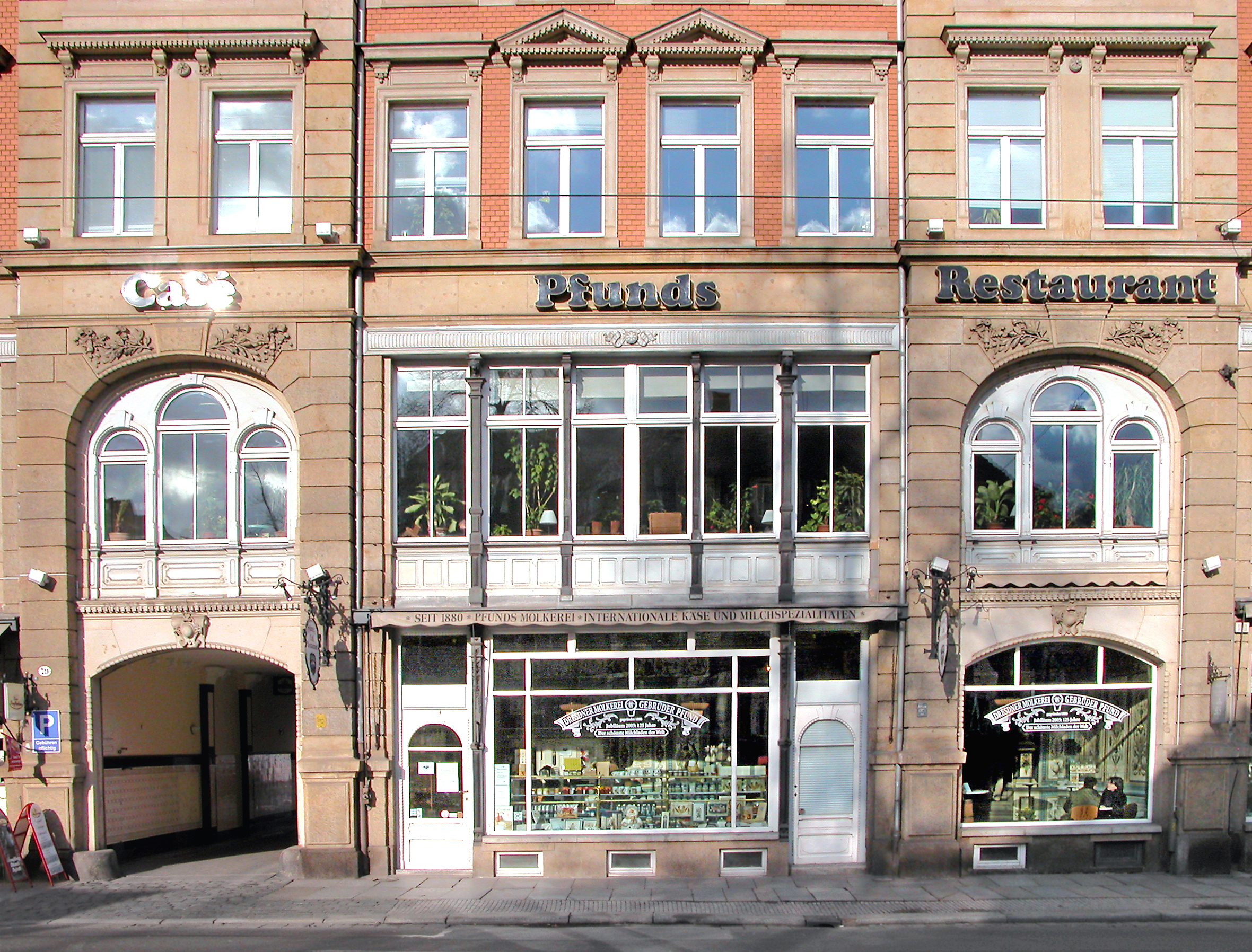
Blick auf den Laden

Die Dresdner Molkerei Gebrüder Pfund (auch umgangssprachlich Pfunds Molkerei genannt) ist eine Sehenswürdigkeit in Dresden und befindet sich in der Äußeren Neustadt (Bautzner Straße 79 in 01099 Dresden). Der Milchladen wurde im Jahr 1892 von den Brüdern Paul und Friedrich Pfund am Rande von Dresden am Nordhang der Elbwiesen eröffnet. Er ist vor allem für seine original handbemalten Fliesen von Villeroy und Boch bekannt. Im November 1997 wurde er im Guinness-Buch der Rekorde als „Schönster Milchladen der Welt“ eingetragen. Heute können Besucher hier regionale Produkte wie Käse, Wein und Pflegeprodukte erwerben. Der Laden ist weit über die deutschen Grenzen hinaus bekannt.

## Geschichte
Paul Gustav Leander Pfund (1849–1923), ein Landwirt aus Reinholdshain, setzte 1879 die Idee in die Tat um, Dresden mit frischer und hygienisch einwandfreier Milch zu versorgen, und richtete einen Laden in der Neustädter Waldgasse 1, der jetzigen Görlitzer Straße ein, von dessen Verkaufsraum Besucher zusehen konnten, wie die anfänglich sechs Kühe des Unternehmens gemolken und die Milch zum Verkauf bereitgemacht wurde. Im Jahr 1880 stieg auch sein Bruder, der Schauspieler Friedrich Pfund, in das Geschäft ein. Ab diesem Zeitpunkt firmierte das Unternehmen als Dresdner Molkerei Gebrüder Pfund, obwohl Friedrich schon 1883 starb. Später arbeiteten Paul Pfunds Söhne Kurt und Max im Betrieb mit.
Von 1960 bis zu ihrem Tode war Frau Johanne Pfund geschäftsführende Komplementärin. Sie konnte mit Hilfe des Denkmalschutzes verhindern, dass der Milchladen auf Geheiß des SED-Regimes vernichtet wurde, da die Ausstattung mit Villeroy und Boch-Fliesen nicht mehr der sozialistischen Zeit entsprach. Von 1972 bis zur Stilllegung des Betriebes fungierte Paul Friedrich Pfund, der Urenkel des Gründers, als amtierender Direktor.
Anfangs wurden täglich etwa 150 Liter Milch verkauft. In den 1930er Jahren wurden rund 60.000 Liter täglich zu Milchprodukten aller Art verarbeitet und verkauft.
Der Mikrobiologe und Arzt Walther Hesse initiierte die Einführung der Pasteurisierung in Pfunds Molkerei. Pfund stellte aufgrund der Überproduktion von Milch als erster in Deutschland Kondensmilch her, was ihm auch einen riesigen Markt im Ausland garantierte, und verkaufte dazu Produkte wie Joghurt nach bulgarischer Art, Kefir, Kefir mit Eisen, Schlagsahne, Saure Sahne, Milchkaffee in Tuben, Quark und Frischkäseprodukte, aber auch Milchseife und Babynahrung. Außerdem wurde Limonade aus Molke produziert.
Relativ bald erwies sich der erste Laden als zu klein, und die Molkerei zog in die Bautzner Straße 41 um. Die Firma musste mehrfach erweitert werden und konnte eine Zweigstelle in Lobositz in Böhmen einrichten. Pfund setzte auf Selbstversorgung in seinem Betrieb und richtete nicht nur Tierzuchtanlagen ein, sondern auch eine Kartonagenfabrik, eine Etiketten- und Reklamedruckerei, eine Stellmacherei, eine Beschlagschmiede für etwa 100 Pferde, eine Klempnerei, eine Lackiererei und eine Schneiderei und Wäscherei für die Uniformen seiner Angestellten. Diese konnten auch molkereieigene Dienstwohnungen beziehen und verfügten über einen Festsaal, einen Kindergarten, Duschbäder und andere Einrichtungen. So führte er als sozial eingestellter Vorkämpfer 1890 eine Krankenkasse ein, welche den Versicherten bei Krankheit und in Notfällen mit Krankengeld, Zuschüssen für Wöchnerinnen und Kuraufenthalte hilfreich zur Seite stand. Angestellten, welche 25 Jahr im Betrieb tätig waren und im Alter von 65 Jahren in Rente gingen, wurde eine Altersunterstützung bis zum Lebensende gezahlt.
Der letzte »Pfundsche« Betriebsdirektor Paul Friedrich Pfund hat seine Erinnerungen in dem Buch Bei Pfunds war die Milch weißer: Rückblicke und Überliefertes oder was weiß ich noch…? veröffentlicht. Auf über 350 Seiten mit über 400 Abbildungen erzählt er anekdotisch und unterhaltsam das Leben seines Großvaters und sein eigenes.
Weil er der Lebensmittelversorgung diente, durfte er nach Kriegsende 1945 in herkömmlicher Weise weiter betrieben werden. Nach der Enteignung im Jahr 1972 wurde der Laden bis 1990 von der staatlichen HO bewirtschaftet. Die HO nutzte die Räumlichkeiten weiter zu Verkaufszwecken; die eigene Milch- und Milchproduktion musste jedoch 1979 eingestellt werden.
Nach der deutschen Wiedervereinigung und der Auflösung der HO in den 1990er Jahren gelang eine Wiederbelebung der alten Tradition. Heute werden in Pfunds ehemaligem Laden vor allem Rohmilchkäseprodukte verkauft. Außerdem gibt es Angebote für Besucher wie Käseverkostungen, für die Käsespezialitäten aus anderen deutschen Regionen geordert werden. Zeitweise bestanden Pläne, den Hinterhof der Molkerei in ein Hundertwasserquartier zu verwandeln, die aber nicht zur Ausführung gelangten.

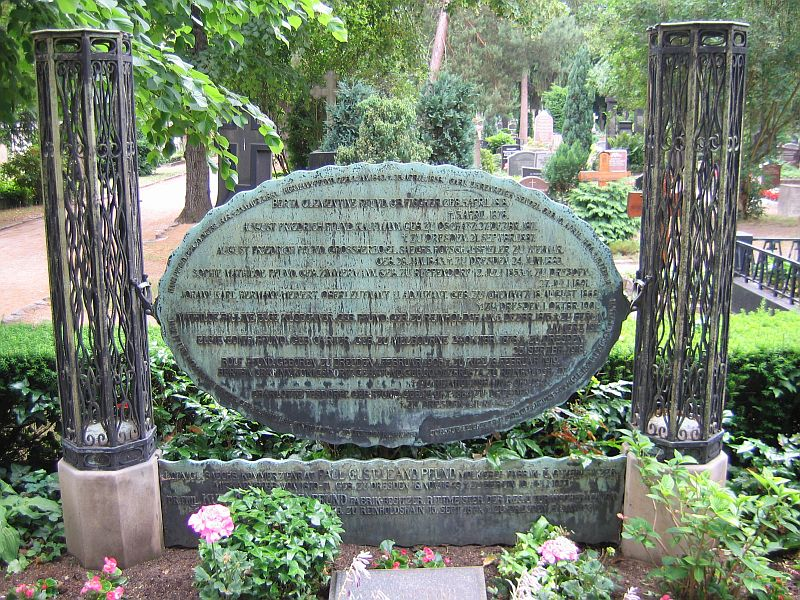
Jugendstilgrab des Gründers auf dem Trinitatisfriedhof (Zustand vor 2013)

## Laden
Der repräsentative Hauptbau der Firma in der Bautzner Straße 79 entstand bereits 1891. Unter den Kontorräumen lag der Laden, dessen Wände und Fußböden ganz mit Keramikfliesen im Neorenaissancestil ausgekleidet wurden. Die Fliesen stammen aus der Manufaktur Villeroy & Boch, wo sie nach Ideen von Paul Pfund in Zusammenarbeit mit Dresdner Künstlern mit historischen Szenen bemalt und mit Sinnsprüchen verziert wurden. Der Laden überstand die Bombardierungen im Zweiten Weltkrieg relativ unbeschadet und diente lange Jahre weiter seinem Zweck.
Der Laden wurde um 1992 privatisiert, danach saniert und im Jahr 1995 unter seinem ursprünglichen Gründernamen wiedereröffnet. Im November 1997 wurde er im Guinness-Buch der Rekorde als „Schönster Milchladen der Welt“ eingetragen. Eigene Kühe werden nicht mehr gehalten und eine eigene Käserei wird auch nicht mehr betrieben.

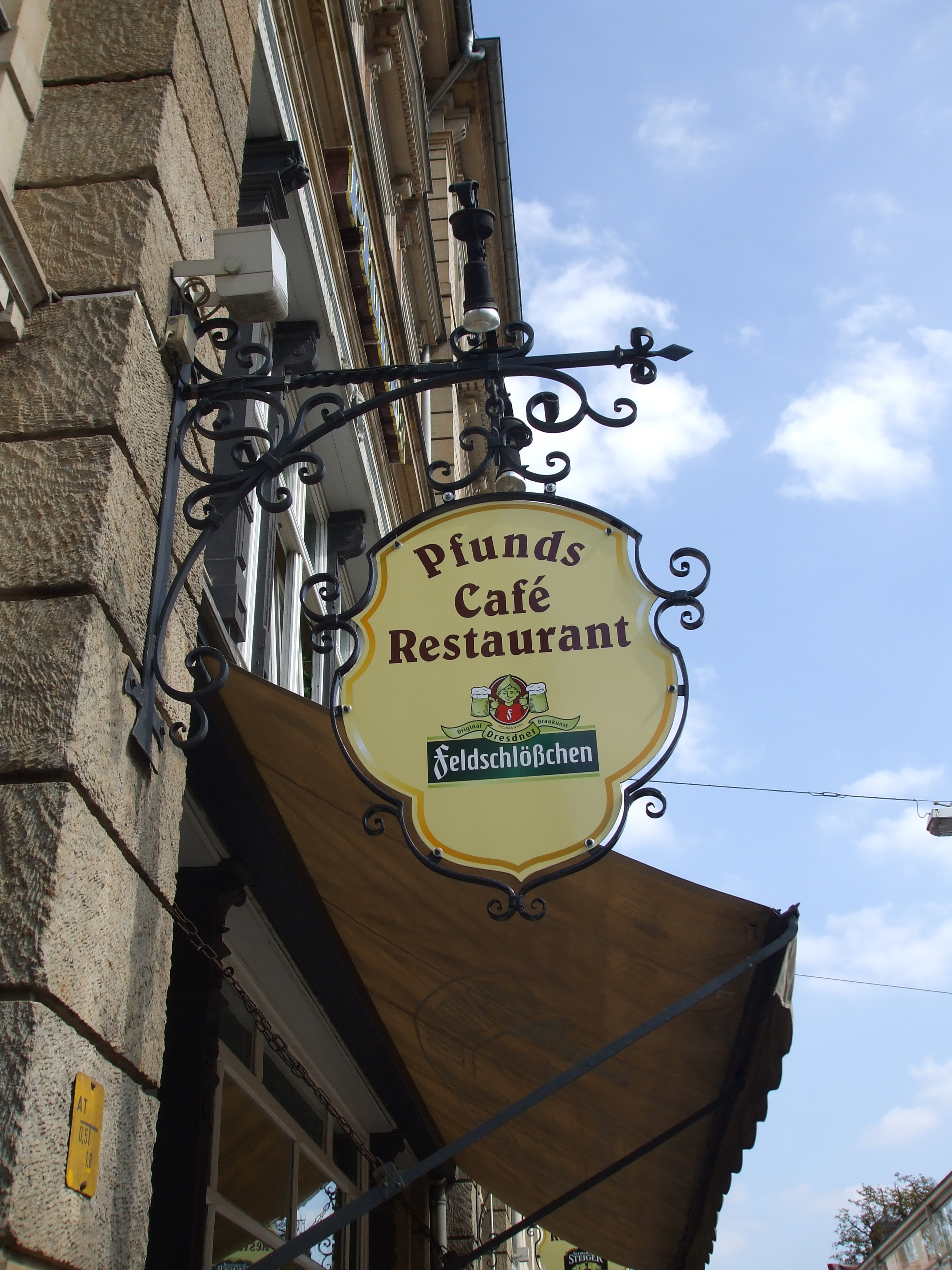
Emailliertes Werbeschild am Geschäft
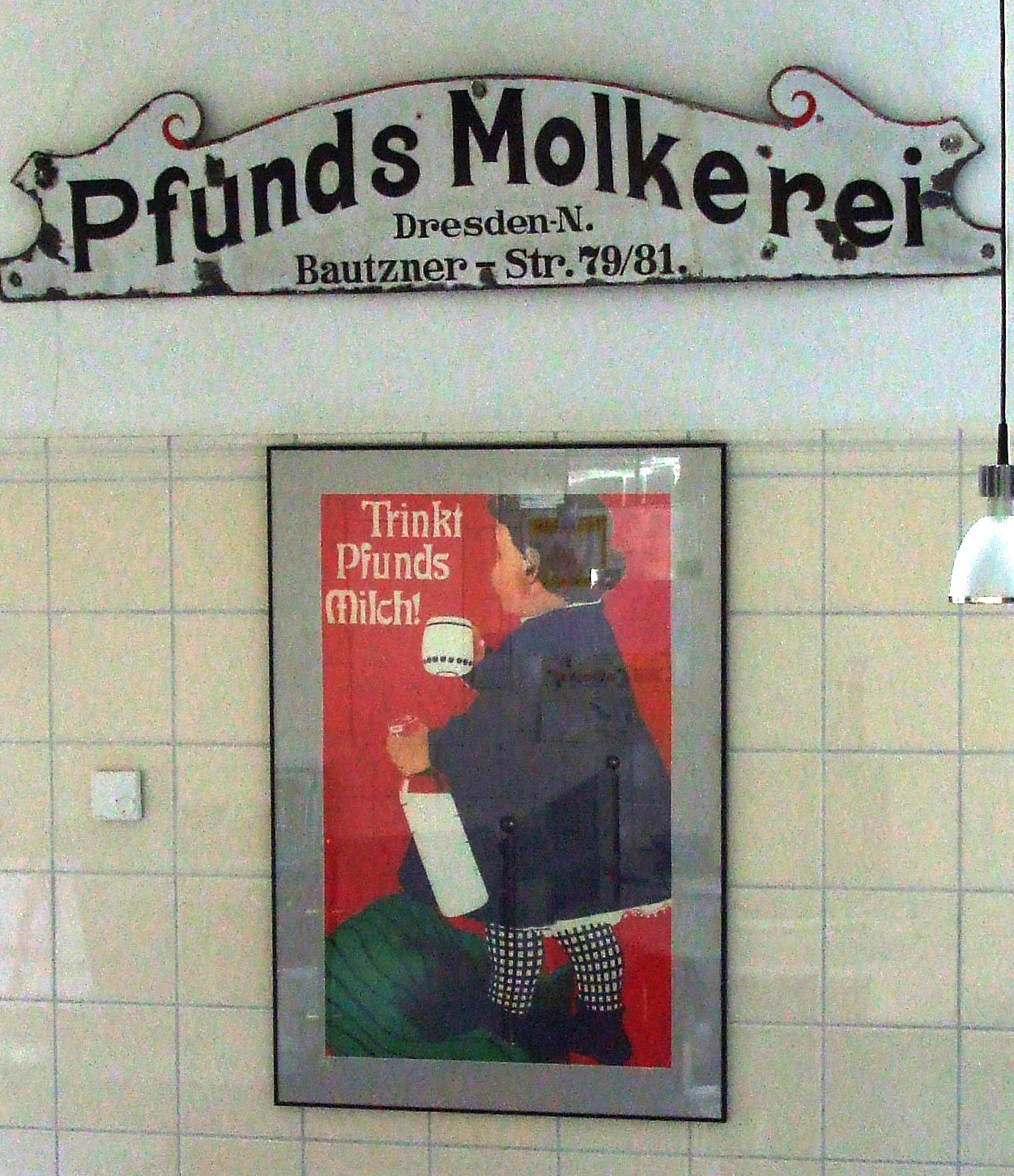
Altes Werbeplakat am Geschäft Bautzener Straße 79/81
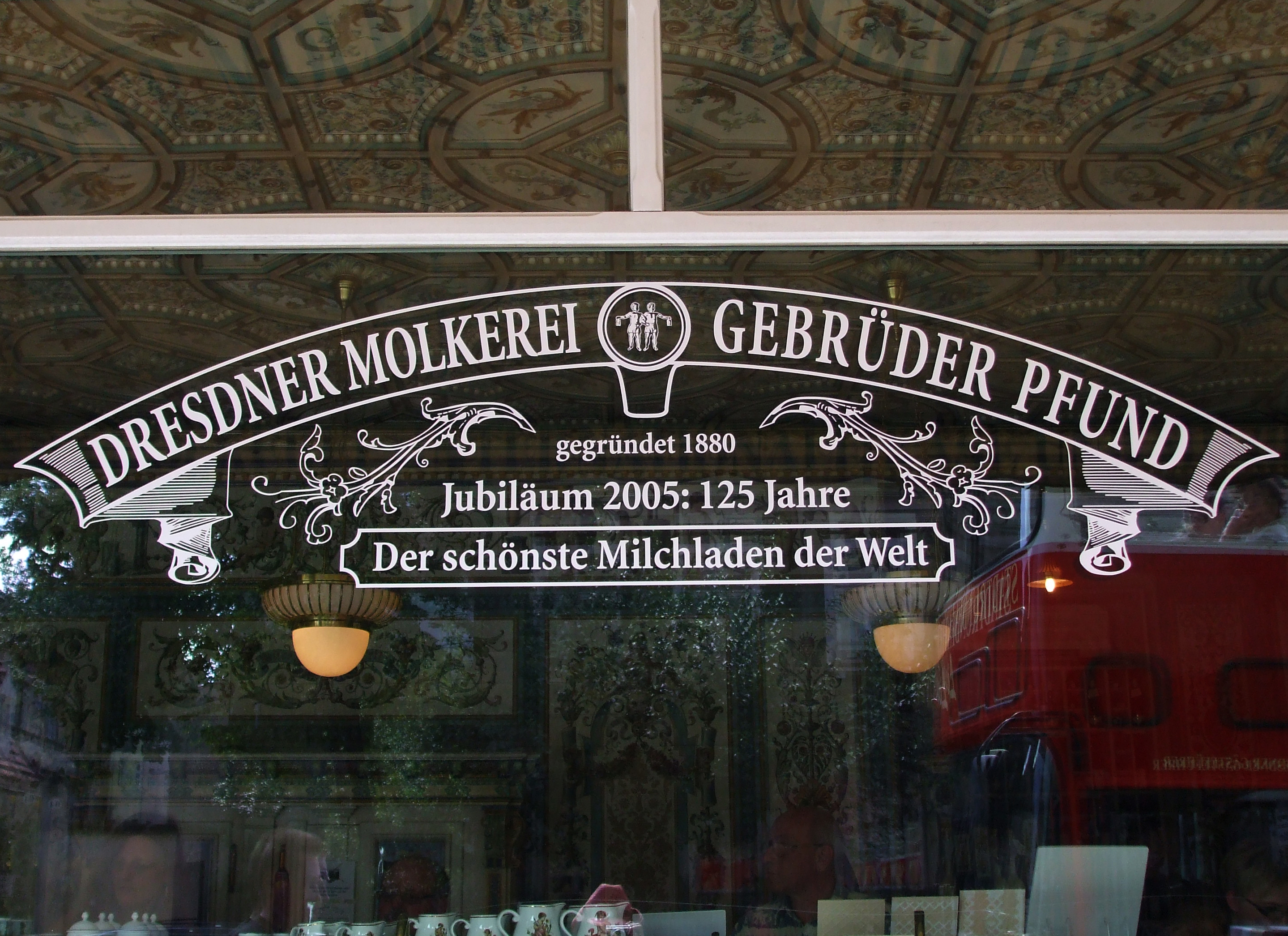
Schriftzug im Fenster der Firma Pfund
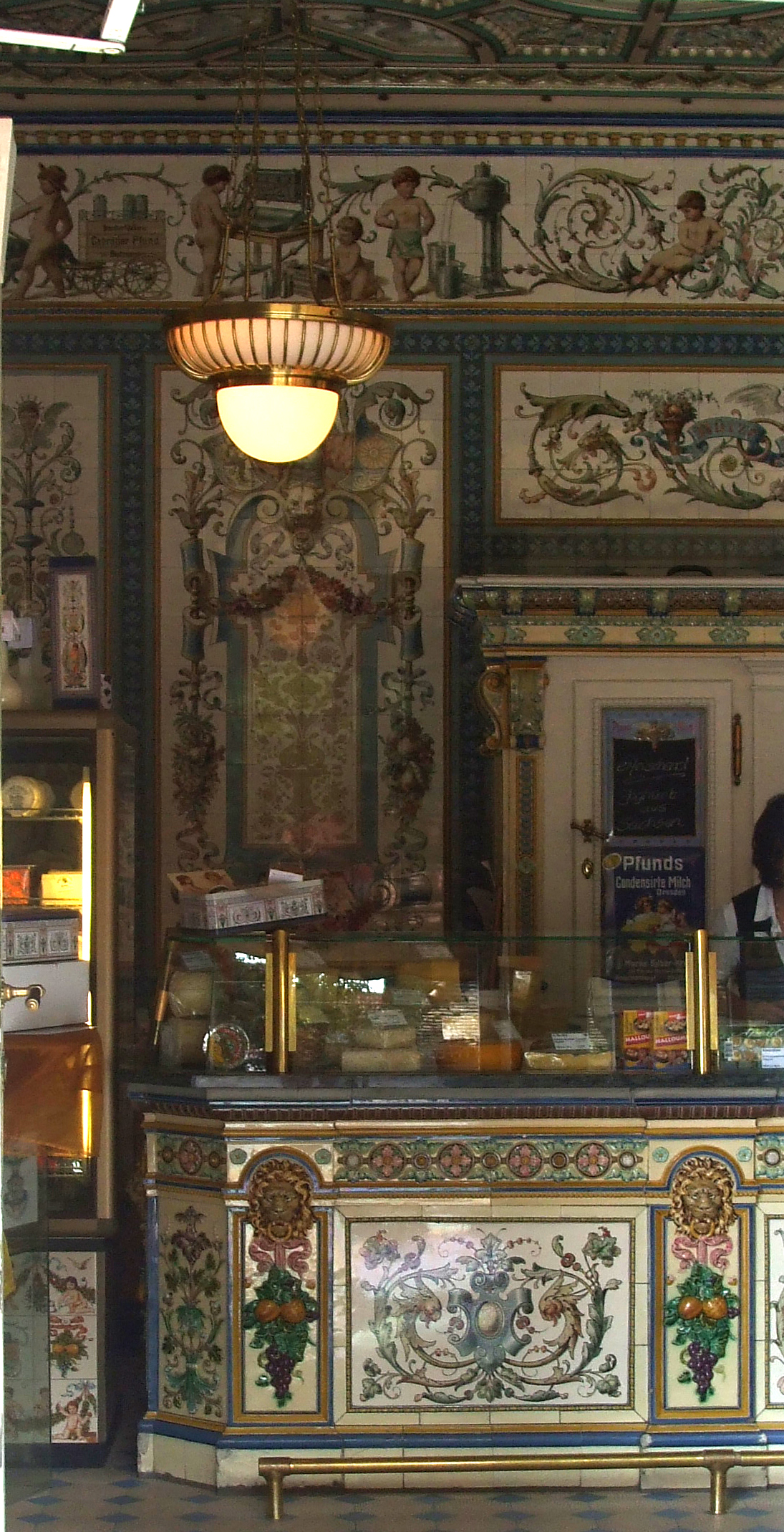
Handbemalte Kacheln auf Käsetheke und an der Wand
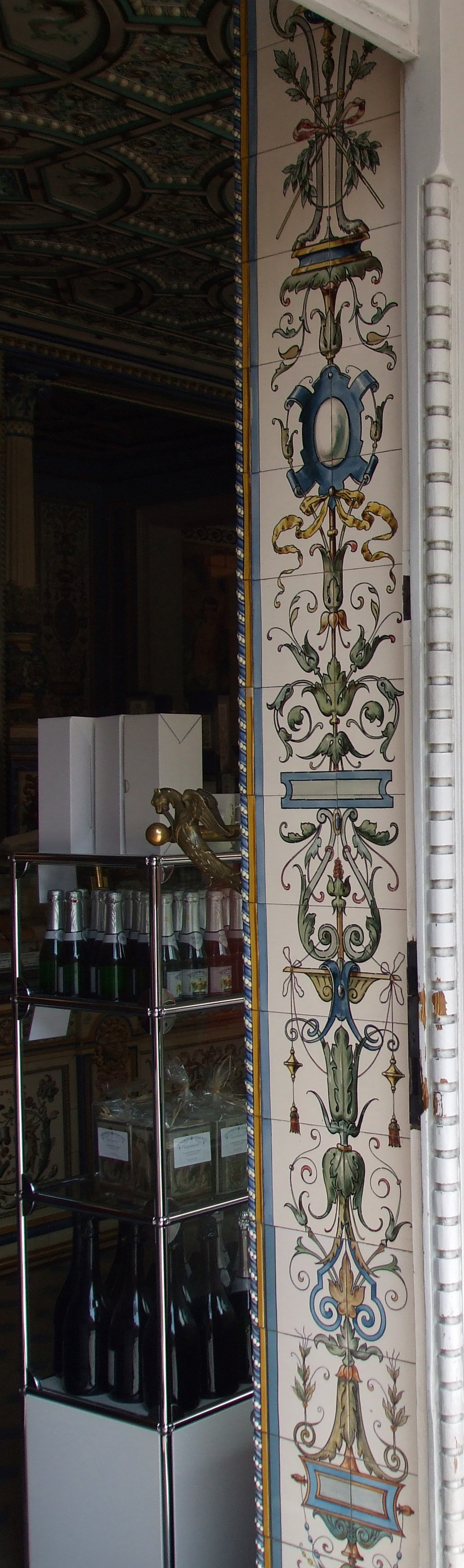
Kacheln im Eingangsbereich zur Molkerei
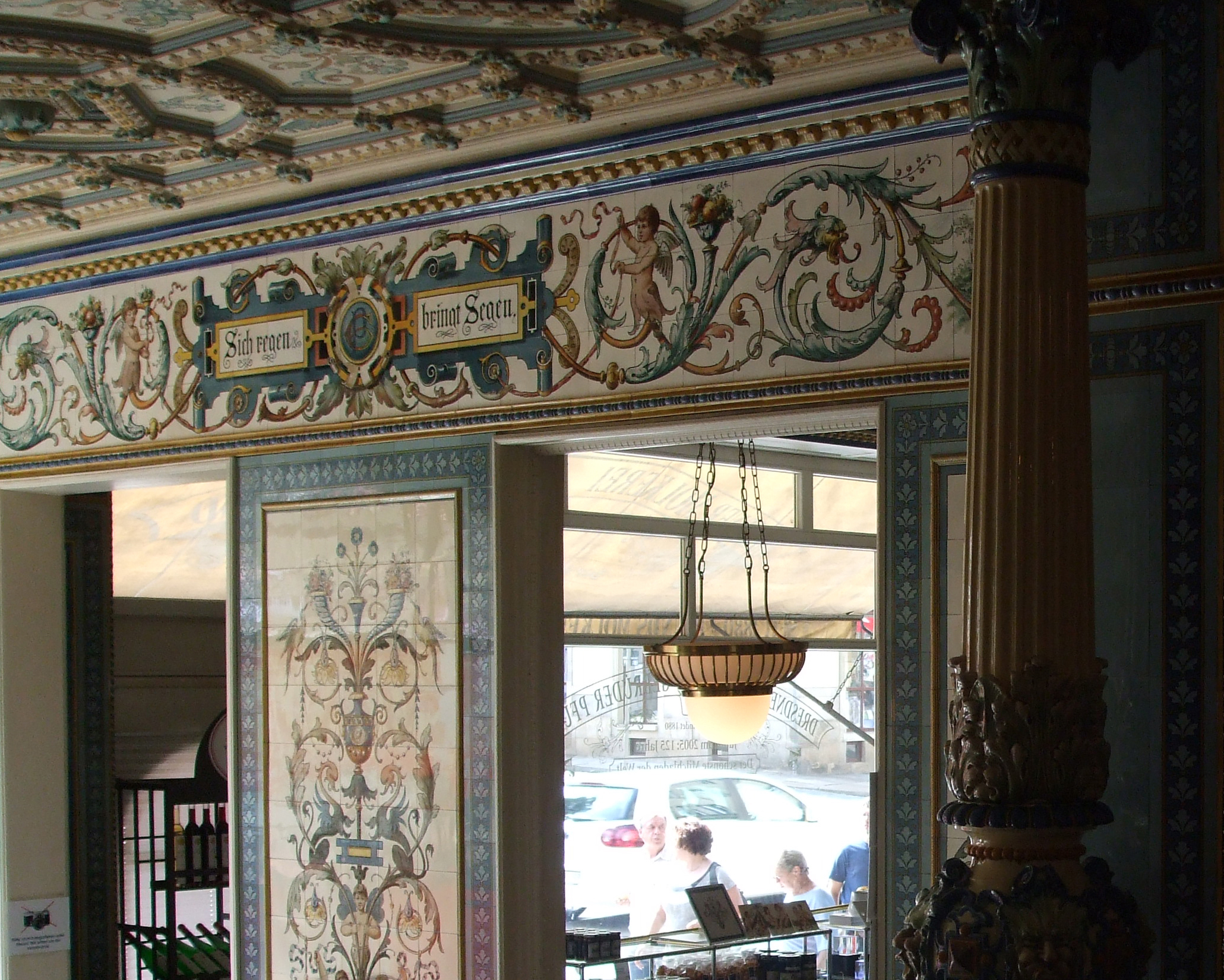
Handbemalte Kacheln mit Sinnspruch an Wand und Decke im Geschäft